# プラットビル (アラバマ州)
プラットビル（Prattville）は、アメリカ合衆国アラバマ州の都市。オートーガ郡の郡庁所在地である。人口は3万7781人（2020年）。市域の一部はエルモア郡に入っている。

## 概要
州都モンゴメリーの北西20キロメートルに位置している。近年はモンゴメリーのベッドタウン化が進行しており、人口は増加傾向にある。市内の幹線道路は国道82号線である。

## 歴史
地名は1839年に最初の入植者となった実業家ダニエル・プラットに由来している。プラットはオートーガ川の水力を利用した綿織物工場を建設した。1868年にはオートーガ郡の郡庁所在地になった。

オートーガ川

## 関係者
- ウィルソン・ピケット：歌手